# Akin Omotoso
Akin Omotoso es un director, escritor y actor de cine nigeriano, residente en Sudáfrica.

## Biografía
Omotoso nació en Nigeria, donde creció en Ile Ife, estado de Osun. Su familia emigró a Sudáfrica en 1992 después de que su padre, aceptara un nombramiento académico en la Universidad del Cabo Occidental, a la cual él asistió obteniendo un diploma en oratoria y teatro. Su madre murió en 2003. Tanto su padre como su hermana también son escritores.

## Carrera profesional
Debutó como actor en Sunjata de Mark Fleishman, cuya actuación le valió un premio Fleur du Cap al estudiante más prometedor en 1995. Usó el dinero de la actuación en la obra para dirigir sus primeros cortometrajes, The Kiss of Milk, The Nightwalkers y The Caretaker. En 1999, escribió su primer largometraje, titulado God id African, que se estrenó en 2003. Comenzó una compañía de producción junto con Robbie Thorpe y Kgomotso Matsunyane llamada TOM Pictures en 2003.
Dirigió la serie de televisión Jacob's Cross  entre 2007 y 2013. En 2010, comenzó a trabajar en Tell Me Sweet Something. Omotoso también señaló que recibió una subvención del Fondo de Desarrollo de la Mujer Africana. La película le valió un premio al mejor director en los premios Africa Magic Viewers Choice Awards 2016.
En una entrevista con Azania Mosaka, describió la atmósfera de la industria cinematográfica sudafricana como un entorno propicio para los aspirantes a cineastas. En particular, reconoció los fondos del Departamento de Comercio e Industria y la Fundación Nacional de Cine y Video (NFVF) que prepara a las partes interesadas del cine para la industria.

## Filmografía
| Año  | Título                                                    | Rol                    | Notas                         |
| ---- | --------------------------------------------------------- | ---------------------- | ----------------------------- |
| 1994 | Soul City                                                 |                        |                               |
| 1999 | A Reasonable Man                                          | Fotógrafo              |                               |
| 2000 | Operation Delta Force 5: Random Fire                      | Vicecónsul Williams    |                               |
| 2003 | God is African                                            | DJ                     | No acreditado, Director       |
| 2004 | Gums & Noses                                              | Anunciante furioso     |                               |
| 2004 | Lettre d'amour zoulou                                     | Songs of Solomon       | Voz                           |
| 2005 | Lord of War                                               | General Solomon        |                               |
| 2006 | Blood Diamond                                             | Pacificador            |                               |
| 2006 | Gathering the Scattered Cousins                           |                        | Cortometraje, Director        |
| 2006 | A Place Called Home                                       |                        | Serie de televisión, Director |
| 2007 | Shake Hands With the Devil                                | Paul Kagame            | [ 8 ]                         |
| 2007 | The Three Investigators and the Secret of Skeleton Island | Gamba                  |                               |
| 2007 | Soul Buddyz                                               |                        | Serie de televisión, Director |
| 2008 | Jesus and the Giant                                       |                        | Serie de televisión, Director |
| 2009 | Wole Soyinka: Child of the Forest                         |                        | Director, Documental          |
| 2011 | Man on Ground                                             |                        | Director                      |
| 2013 | End Game                                                  |                        | Serie de televisión, Director |
| 2014 | Hector and the Search for Happiness                       | Jefe africano          |                               |
| 2015 | Tell Me Sweet Something                                   |                        | Director                      |
| 2016 | Wonder Boy for President                                  | Kalu Akinrinsa         |                               |
| 2016 | Queen of Katwe                                            | Presidente Rwabushenyi |                               |
| 2016 | Naked Reality                                             | Madiba                 |                               |
| 2016 | Vaya                                                      |                        | Director                      |
| 2017 | Catching Feelings                                         | Joel                   | [ 9 ]                         |
| 2019 | The Ghost and the House of Truth                          |                        | Director                      |